# Loreley
Loreley és una òpera italiana d'Alfredo Catalani, amb llibret de Carlo d'Ormeville i Angelo Zanardini, estrenada en la seva versió definitiva el 1890, al Teatro Regio de Torí, però de la que ja n'hi havia una primera versió anterior (Elda), estrenada al mateix teatre el 1880. Es basa en la famosa llegenda germànica de Lorelei. La roca d'aquest nom, a una corba del Rin, prop de Sankt Goarshausen, és segons la llegenda el lloc des d'on se suïcidà una jova rossa bellíssima per causes amoroses, i convertida en sirena feia naufragar els navegants amb el seu cant encisador. Clemens Brentano és el principal transmissor preromàntic d'aquesta llegenda, convertida en poema per Heinrich Heine.
L'òpera de Catalani no ha tingut la popularitat que mereix la seva originalitat i el seu melodisme intens, bé que es troba al mercat en CD (versió interpretada per Anna de Cavalieri i Ken Neate, una altra per Elena Suliotis i Piero Cappuccilli, etc.) i que algunes de les seves àries o fragments -Nel verde Maggio o Lascia per or che libero- apareixen als recitals i han estat enregistrats independentment per grans noms de la lírica (Beniamino Gigli, Mario del Monaco, Franco Corelli, Gigliola Frazzoni, Magda Olivero…). Òpera singular i tardoromàntica, no segueix l'estil de cap de les línies operístiques italianes del seu temps i en canvi té un acusat regust germànic.
El compositor Otto Fiebach (1851-1937), també va escriure una òpera amb el mateix nom el 1886.